# Мурпарк
Мурпарк (англ. Moorpark) — місто (англ. city) в США, в окрузі Вентура штату Каліфорнія. Населення — 36 284 особи (2020).

## Історія
Місто засноване у 1887 році Робертом Пойндекстером. Він назвав місто на честь абрикоса Moorpark, який ріс у цьому місці по всій долині.

## Географія
Мурпарк розташований за координатами 34°17′9″ пн. ш. 118°52′35″ зх. д. / 34.28583° пн. ш. 118.87639° зх. д. (34.285943, -118.876263).  За даними Бюро перепису населення США в 2010 році місто мало площу 33,15 км², з яких 32,58 км² — суходіл та 0,57 км² — водойми.
Розташований в південно-східній частині Вентура в 50 милях на північний захід від центру Лос-Анджелеса. Мурпарк має найменшу кількість тяжких злочинів, скоєних в окрузі Вентура і є одним з найбезпечніших міст такого розміру в Сполучених Штатах.

### Клімат
| Клімат : Мурпарк              | Клімат : Мурпарк | Клімат : Мурпарк | Клімат : Мурпарк | Клімат : Мурпарк | Клімат : Мурпарк | Клімат : Мурпарк | Клімат : Мурпарк | Клімат : Мурпарк | Клімат : Мурпарк | Клімат : Мурпарк | Клімат : Мурпарк | Клімат : Мурпарк | Клімат : Мурпарк |
| Показник                      | Січ.             | Лют.             | Бер.             | Квіт.            | Трав.            | Черв.            | Лип.             | Серп.            | Вер.             | Жовт.            | Лист.            | Груд.            | Рік              |
| Абсолютний максимум, °C       | 33,3             | 33,3             | 35,6             | 40,6             | 38,9             | 41,1             | 40,6             | 40,6             | 42,8             | 42,2             | 37,2             | 37,2             | 42,8             |
| Середній максимум, °C         | 20,6             | 20,6             | 21,7             | 23,3             | 23,9             | 25,0             | 27,2             | 28,3             | 27,8             | 26,1             | 23,3             | 20,6             | 24,0             |
| Середній мінімум, °C          | 5,0              | 6,1              | 6,7              | 7,8              | 10,0             | 11,7             | 13,9             | 13,3             | 12,8             | 10,0             | 6,7              | 5,0              | 9,1              |
| Абсолютний мінімум, °C        | −3,9             | −3,3             | −3,9             | −1,1             | 1,7              | 2,8              | 3,3              | 4,4              | 4,4              | 0,0              | −2,2             | −3,9             | −3,9             |
| Норма опадів, мм              | 94               | 127              | 69               | 20               | 8                | 3                | 0                | 0                | 5                | 18               | 36               | 64               | 444              |
| ----------------------------- | ---------------- | ---------------- | ---------------- | ---------------- | ---------------- | ---------------- | ---------------- | ---------------- | ---------------- | ---------------- | ---------------- | ---------------- | ---------------- |
| Джерело: The Weather Channel. |                  |                  |                  |                  |                  |                  |                  |                  |                  |                  |                  |                  |                  |

## Уряд
Місто Мурпарк управляється Радою з 4 членів, які обираються раз на чотири роки. Мер обирається раз на два роки.

## Освіта
Об'єднаний шкільний округ Мупрпарка включає в себе 6 початкових шкіл, 2 середні школи, 1 гімназія та коледж.

## Транспорт
Аеропорти «Бербанк», «Ван Найс» і «Окснард» знаходяться в межах 35 миль від Мурпарка. Міжнародний аеропорт Лос-Анджелеса знаходиться в 50 милях. Близькість тихоокеанського узбережжя і залізнична система забезпечують зручність вантажних і пасажирських перевезень. Місто має свою залізничну станцію та свій автобусний парк.

## Демографія
Згідно з переписом 2010 року, у місті мешкала 34 421 особа в 10 484 домогосподарствах у складі 8586 родин. Густота населення становила 1038 осіб/км².  Було 10738 помешкань (324/км²). 
Середній вік населення становив 34,7 років. До 18 років — 27,5%, 65 років і старше — 7,1%.
За віковим діапазоном населення розподілялося таким чином: 27,5 % — особи молодші 18 років, 65,4 % — особи у віці 18—64 років, 7,1 % — особи у віці 65 років та старші. Медіана віку мешканця становила 34,7 року. На 100 осіб жіночої статі у місті припадало 98,6 чоловіків;  на 100 жінок у віці від 18 років та старших — 97,1 чоловіків також старших 18 років.

### Житло
- Всього одиниць житла — 10 738
- Займане власником — 78,0%
- Орендоване — 22,0%
- Середній розмір домогосподарства — 3.28
- Рівень вакантних площ — 2,4%

### Доходи та зайнятість (ACS)
Середній дохід на одне домашнє господарство  становив 120 535 доларів США (медіана — 99 777), а середній дохід на одну сім'ю — 124 683 долари (медіана — 103 981). Медіана доходів становила 67 773 долари для чоловіків та 51 973 долари для жінок. За межею бідності перебувало 7,2 % осіб, у тому числі 10,0 % дітей у віці до 18 років та 2,8 % осіб у віці 65 років та старших.
Цивільне працевлаштоване населення становило 18 034 особи. Основні галузі зайнятості: освіта, охорона здоров'я та соціальна допомога — 17,2 %, виробництво — 13,6 %, науковці, спеціалісти, менеджери — 13,4 %.

### Освіта населення 25 років і старше (ACS)
- Випускники середньої школи або вище — 86,4%
- Ступінь бакалавра або вище — 37,5%

### Расова / етнічна приналежність (перепис 2010)
- Американських індіанців та корінних мешканців Аляски — 0,7%
- азіатів — 6,8%
- Афроамериканців — 1,5%
- Корінних жителів Гавайських островів та інших островів Тихого океану — 0,1%
- Білих — 75,1%
- Інші раси — 10,8%
- Латиноамериканців (будь-якої раси) — 31,4%